# Flora Chan
Flora Chan Wai-Shan (cinese tradizionale: 陳慧珊; cinese semplificato: 陈慧珊; pinyin: Chén Huìshān; jyutping: Can4 Wai3 Saan1; Hong Kong, 30 maggio 1970) è una cantante e attrice cinese naturalizzata statunitense con origini di Taishan, nel Guangdong.

## Biografia e carriera
Nata ad Hong Kong, la giovanissima Flora è emigrata a Boston, Massachusetts, con i genitori in tenera età. Dopo aver completato l'istruzione obbligatoria, ha frequentato il Boston College dove si è laureata in giornalismo. Dopo essersi sposata con Chung Wai Ming, è tornata in patria nei primi anni novanta. Nel 2000 ha poi divorziato dall'ex-marito, risposandosi poco dopo con il suo manager Mike Chung Ka-Hung (鐘家鴻).
Piuttosto che iniziare la carriera come modella o partecipante ai concorsi di bellezza, come la maggior parte delle attrici che lavorano nei canali televisivi di Hong Kong, Flora Chan è stata prima giornalista e reporter per il canale inglese TVB Pearl, sulla stazione televisiva TVB. A metà degli anni novanta, il direttore televisivo Teng Dak-Hei l'ha richiesta nel cast di una serie televisiva, la quinta stagione di una popolare fiction giudiziaria trasmessa sulla TVB, File of Justice. La sua esibizione in questa serie, che racconta le vite di giovani avvocati yuppie, ha catturato l'attenzione del pubblico e della TVB, con la quale poi ha firmato un contratto. Da allora sono seguite  altre fiction sulla stessa emittente, in particolar modo Untraceable Evidence, nella quale ha interpretato il ruolo dell'impassibile medico forense Pauline Lip, ed Healing Hands, serie medica composta da un cast d'eccezione, con nomi come Lawrence Ng, Ada Choi, Bowie Lam e William So.
Nel 2002, Chan ha vinto l'ambito premio come "Miglior Attrice Televisiva" messo in palio annualmente dalla TVB. Nonostante i favori di critica e pubblico, tuttavia, da allora l'attrice non ha più un contratto regolare con l'emittente televisiva. A novembre del 2006, ha annunciato che avrebbe ripreso a lavorare con la TVB per un'ulteriore fiction trasmessa a partire da febbraio dell'anno successivo.
Il 16 settembre 2007, Flora Chan ha dato alla luce la sua primogenita, Alexandra.

## Filmografia

### Televisione
| Anno | Titolo                        | Ruolo                     | Premi                                                                                     | Note                                                                      |
| ---- | ----------------------------- | ------------------------- | ----------------------------------------------------------------------------------------- | ------------------------------------------------------------------------- |
| 1997 | File of Justice V             | Ou Zi Keung (Catherine)   |                                                                                           |                                                                           |
| 1997 | Untraceable Evidence          | Nip Bo Yin (Pauline)      |                                                                                           |                                                                           |
| 1998 | Healing Hands                 | Kong Sun Yuet (Annie)     |                                                                                           |                                                                           |
| 1999 | Untraceable Evidence II       | Nip Bo Yin (Pauline)      |                                                                                           |                                                                           |
| 1999 | Feminine Masculinity          | Fong Si Ching (Christine) | TVB Anniversary Awards - "Miglior Coppia Televisiva"                                      | Conosciuta anche con il titolo di Mr. Diana                               |
| 1999 | Sidebeat                      | Kong Bik Ching            |                                                                                           |                                                                           |
| 1999 | At the Threshold of an Era    | Fok Hei Yin (Helen)       |                                                                                           |                                                                           |
| 2000 | At the Threshold of an Era II | Fok Hei Yin (Helen)       |                                                                                           |                                                                           |
| 2000 | Healing Hands II              | Kong Sun Yuet (Annie)     |                                                                                           |                                                                           |
| 2001 | A Taste of Love               | Kiu Fa Chi (Joyce)        |                                                                                           |                                                                           |
| 2002 | A Case of Misadventure        | Dai Fun                   |                                                                                           |                                                                           |
| 2002 | Burning Flame II              | Ho Bo Lam (Michelle)      |                                                                                           |                                                                           |
| 2002 | Family Man                    | Ko Pui Yi (Tracy)         | TVB Anniversary Awards - "Miglior Attrice Protagonista", "Miglior Personaggio Televisivo" |                                                                           |
| 2003 | Triumph in the Skies          | Lok Yi San (Isabelle)     | TVB Anniversary Awards - "Miglior Personaggio Televisivo"                                 |                                                                           |
| 2004 | Hard Fate                     | Mok Hei Yee (Tiffany)     |                                                                                           |                                                                           |
| 2004 | To Get Unstuck In Time        | Go San (Nicole)           |                                                                                           |                                                                           |
| 2004 | Like My Own                   | Mabel Lim                 |                                                                                           |                                                                           |
| 2005 | The Great Adventure           | To Lei Kuen               |                                                                                           | Conosciuta anche con il titolo di Great Adventurer                        |
| 2005 | Wong Fei-Hung                 | Tredicesima zia           |                                                                                           | Conosciuta anche con il titolo di Huang Fei Hong And Shi San Yi           |
| 2005 | Touching Venus                | Wang Xiaojuan             |                                                                                           | Conosciuta anche con i titoli di Love Story of Venus e Wei Na Si Zhi Lian |
| 2007 | Lang Yan                      | Han Ye                    |                                                                                           |                                                                           |
| 2010 | Suspects in Love              | Cheng Siu-Yan             |                                                                                           |                                                                           |
| 2010 | Du Lala's Promotion           |                           |                                                                                           |                                                                           |

### Cinema
| Anno | Titolo               | Ruolo      | Note                                      |
| ---- | -------------------- | ---------- | ----------------------------------------- |
| 1994 | Fatal Maple          | Ellen      |                                           |
| 2001 | Love Au Zen          | Siu Jing   |                                           |
| 2002 | Dry Wood Fierce Fire | Michelle   |                                           |
| 2006 | Undying Heart        |            | Conosciuto anche con il titolo di Min Mie |
| 2007 | Mad Detective        | May Cheung |                                           |
| 2008 | Connected            | Jeannie    |                                           |

## Discografia
- Flora Chan (2000)
- 自在 (2001)
- 愛得起 (2002)